# کراتاگوس
کراتاگوس (به انگلیسی: Crataegus) از داروهای قلبی است.
رده درمانی: داروهای قلبی
اشکال دارویی: قطره

## موارد مصرف
کراتاگوس با داشتن اثرات کاردیوتونیک، گشاد کننده عروق کرونر و پایین آورنده فشارخون در درمان نارساییهای خفیف قلبی و زیادی فشارخون به کار می‌رود.

## مکانیسم اثر
اثرات قلبی- عروقی این فرآورده به ترکیبات فلاونوئیدی موجود در کراتاگوس، بخصوص پروسیانیدین‌ها نسبت داده شده است. کراتاگوس باعث افزایش جریان خون کرونر، افزایش جریان خون محیطی (در سر، عضلات اسکلتی و کلیه)، کاهش جریان خون محیطی (در پوست و دستگاه گوارش)، کاهش مقاومت محیطی و کاهش فشارخون می‌گردد. کراتاگوس احتمالاً با اتساع عروق خونی موجب کاهش فشارخون می‌گردد. این گیاه دارای اثرات کرونوتروپ منفی و اینوتروپ مثبت می‌باشد.

## عوارض جانبی
تهوع، خستگی، تعریق و راش‌های جلدی و مسمومیت.